# Arenaria tequilana
Arenaria tequilana är en nejlikväxtart som beskrevs av Billie Lee Turner. Arenaria tequilana ingår i släktet narvar, och familjen nejlikväxter. Inga underarter finns listade i Catalogue of Life.